# Elena Da Venezia
Elena Da Venezia (Torino, 14 settembre 1915 – Roma, 25 giugno 2003) è stata un'attrice italiana.

## Biografia
Nata a Torino nel 1915, si diplomò in recitazione all'Accademia Nazionale d'Arte Drammatica; dopo piccole partecipazioni in alcuni lavori teatrali debuttò, al Teatro Quirino di Roma nel 1943, ne Il piccolo Eyolf di Henrik Ibsen, diretta da Orazio Costa.
Nel 1945, la Rai di Roma la scritturò come componente della neonata compagnia di prosa di Radio Roma; Elena Da Venezia sarà accanto ad attori come Ubaldo Lay, Arnoldo Foà, Giotto Tempestini, Franco Becci, Adriana Parrella, e registi come Pietro Masserano Taricco, Anton Giulio Majano, Guglielmo Morandi. 
Tornò al teatro chiamata da Orazio Costa per il Piccolo Teatro di Roma, fondato dal regista nel 1948, dove lavorano i giovani diplomati dell'Accademia di Roma come Tino Buazzelli, Nino Manfredi, Marina Bonfigli, Bice Valori, con i quali reciterà sino alla chiusura del teatro avvenuta nel 1954.
Nel 1952 tornò al Teatro Quirino di Roma diretta da Luchino Visconti nelle Tre sorelle di Čechov.
Alla prosa televisiva della Rai giunse solo nel 1960, con la regia di Mario Ferrero, nel dramma Il costruttore Solness di Henrik Ibsen. Alla radio si era già cimentata con il teatro di Ibsen nel 1956 in una celebre edizione del dramma La donna del mare.
Lavorò per un lungo periodo sino agli anni '80, anche se in modo discontinuo, in centinaia di commedie e radiodrammi; fu attiva anche nel doppiaggio.
Morì a Roma il 25 giugno 2003.

## Vita privata
Ebbe una relazione col politico Mario Zagari, da cui ebbe un figlio, l'architetto Franco Zagari.

## Prosa teatrale
- Cristo ha ucciso di Gian Paolo Callegari, con Germana Paolieri, Renzo Ricci, Giancarlo Sbragia, Alberto Bonucci, Antonio Pierfederici, Elena Da Venezia, Eva Magni, Raoul Grassilli, Tino Buazzelli, Nino Manfredi, Carlo Ninchi, Rina Morelli, Giovanna Galletti, Andrea Bosic, Lilla Brignone, Paolo Stoppa, Arnoldo Foà, Ermanno Roveri, Rossella Falk, regia di Guido Salvini, prima al Teatro La Fenice di Venezia, l'8 ottobre 1948.
- Lotta fino all'alba, dramma di Ugo Betti, con Elena Da Venezia, Antonio Crast, Tino Buazzelli, Rossella Falk, Paolo Panelli, regia di Orazio Costa, prima al Teatro delle Arti di Roma, il 22 giugno 1949.
- Invito al castello di Jean Anouilh, con Giorgio De Lullo, Marina Bonfigli, Rossella Falk, Elena Da Venezia, Bice Valori, Tino Buazzelli, Manlio Busoni, Nino Manfredi, Giovanna Galletti, regia di Orazio Costa, prima al Piccolo Teatro della città di Roma, il 28 gennaio 1950.
- La leggenda di Liliom di Ferenc Molnár, con Nino Manfredi, Elena Da Venezia, Manlio Busoni, Bice Valori, Paolo Panelli, Anna Di Meo, regia di Orazio Costa, prima al Piccolo Teatro della città di Roma, il 6 giugno 1950.

## Prosa radiofonica Rai

Roldano Lupi e Elena Da Venezia in Abramo Lincoln in Illinois commedia radiofonica 1956

- Partire di Gherardo Gherardi, regia di Anton Giulio Majano, trasmessa il 23 novembre 1945.
- Gli innamorati, commedia di Carlo Goldoni, regia di Pietro Masserano Taricco, trasmessa il 13 giugno 1946.
- Una lontana parente, commedia di Eligio Possenti, regia di Anton Giulio Majano, trasmessa il 1⁰ marzo 1948.
- Le notti bianche di Cesare Mensio, da Fëdor Dostoevskij, regia di Pietro Masserano Taricco, trasmessa il 24 maggio 1948.
- Il bosco di Lob, commedia di James M. Barrie, regia di Guglielmo Morandi, trasmressa il 25 luglio 1949.
- Maria Adraina, radiodramma di Guido Guarda, regia di Pietro Masserano Taricco, trasmessa il 30 luglio 1949.
- L'armadietto cinese, commedia di Aldo De Benedetti, regia di Guglielmo Morandi, trasmessa il 17 ottobre 1949.
- Edipo re di Sofocle, regia di Orazio Costa, trasmessa il 2 febbraio 1950.
- Tutto per bene di Luigi Pirandello, regia di Guglielmo Morandi, trasmessa il 25 febbraio 1950.
- Ho un bel castello, radiocommedia di Georges Neveux, regia di Pietro Masserano Taricco, trasmessa il 6 luglio 1950.
- Il ritorno del figliol prodigo di André Gide, regia di Corrado Pavolini, trasmessa il 25 ottobre 1950.
- Una domanda di matrimonio di Cecov, regia di Anton Giulio Majano, trasmessa 26 marzo 1951.
- Profonde sono le radici di Arnaud D'Usseau e James Gow, regia di Umberto Benedetto, trasmessa il 29 marzo 1951.
- Arazzo, radiodramma di Marisa Mantovani, regia di Guglielmo Morandi, trasmessa il 30 novembre 1951.
- La cena delle beffe di Sem Benelli, regia di Anton Giulio Majano, trasmessa il 27 dicembre 1951.
- La nemica di Dario Niccodemi, regia di Guglielmo Morandi, trasmessa il 18 agosto 1952.
- Manfredi, dramma di Byron, regia di Pietro Masserano Taricco, trasmessa il 14 giugno 1953.
- Sei personaggi in cerca d'autore di Pirandello, regia di Corrado Pavolini, trasmessa il 13 dicembre 1954
- Il mistero della carità di Giovanna D'Arco di Charles Péguy, regia di Corrado Pavolini, trasmessa 21 aprile 1957.
- Il giuramento di Orazio, commedia di Henry Murger, regia di Nino Meloni, trasmessa il 24 aprile 1957.
- Lotta con l'angelo di Tullio Pinelli, regia di Guglielmo Morandi, trasmessa il 14 maggio 1957.

## Prosa televisiva Rai

Ilaria Occhini ed Elena Da Venezia nello sceneggiato RAI Tv Graziella 1961

- Il costruttore Solness di Henrik Ibsen, con Elena Da Venezia, Giuseppe Pagliarini, Massimo Girotti, Gianna Giachetti, Lucia Catullo, Olinto Cristina, Renato De Carmine, regia di Mario Ferrero, trasmessa il 1º aprile 1960.
- Le miserie di Monsù Travet, con Nino Pavese, Lionello Araldi, Elena Da Venezia, Claudio Ermelli, Mario Siletti, Luigi Casellato, Francesco Sormano, regia di Edmo Fenoglio, trasmessa il 6 dicembre 1960.
- Ifigenia in Aulide di Euripide, con Sergio Graziani, Mario Feliciani, Elena Da Venezia, Lily Tirinnanzi, Francesca Benedetti, Anna Brandimarte, Luciano Alberici, Gian Maria Volonté, Filippo Scelzo, regia di Giacomo Colli, trasmessa il 2 gennaio 1962.
- Tra vestiti che ballano di Rosso di San Secondo, con Giuliana Calandra, Andreina Pagnani, Giuseppe Pagliarini, Elena Da Venezia, Paolo Todisco, Carlo D'Angelo, Carla Comaschi, Rina Mascetti, Paila Pavese, Augusto Mastrantoni, Tatiana Farnese, regia di Giacomo Colli, trasmessa il 5 novembre 1965.
- La figlia del capitano, regia di Leonardo Cortese (1965)
- Un nemico del popolo, regia di Giacomo Colli, trasmessa il 24 maggio 1967.
- Il segreto di Luca, regia di Ottavio Spadaro, miniserie TV, trasmessa l'11 maggio 1969.
- Il corvo di Alfonso Sastre, regia di Leonardo Cortese, trasmessa il 4 agosto 1970.

## Doppiaggio
- Marlene Dietrich in L'ultimo treno da Mosca (primo ridoppiaggio 1953)
- Ann Doran in Tragedia a Santa Monica
- Ellen Drew in Il barone dell'Arizona
- Myrna Loy in Il canto dell'uomo ombra
- Merle Oberon in La primula rossa (primo ridoppiaggio 1952)
- Phoebe Foster in Anna Karenina (primo ridoppiaggio 1951)